# 臺北市舊町名列表
臺北市舊町名是臺灣日治時期臺北市所使用的日式町名，始於1920年的行政區劃分制度改革。當時先是將原來的行政單位「街」、「庄」改為「大字」或「字」，後來到了1922年町名改正又將臺北市的部份「大字」重劃為町。這些町名於第二次世界大戰結束，國民政府接收臺灣後，房屋門牌不再使用日式町名，地籍代號的日式町名被改成清代臺灣傳統地名，例如川端町改稱螢橋段、大宮町改稱劍潭段、馬場町改稱崁頂段等。1976年至1987年間，臺灣地籍圖重新測繪後，由「町」、「大字」改來的「段」被全部廢除。

## 町名一覽
| 町名     | 丁目數 | 對應大小字 | 對應區里                                                                                           |
| -------- | ------ | --- | -------------------------------------------------------------------------------------------------- |
| 文武町   | 五丁目 | 臺北城內文武廟街、南門街、石防街、府後街、東門街 | 中正區黎明里                                                                                       |
| 書院町   | 三丁目 | 臺北城內書院街、文武廟街 | 中正區建國里                                                                                       |
| 乃木町   | 三丁目 | 臺北城內書院街、小南門街 | 中正區光復里、建國里                                                                               |
| 榮町     | 四丁目 | 臺北城內小南門街、文武廟街、北門街、石防街、西門街、府前街、書院街 | 中正區光復里、建國里                                                                               |
| 大和町   | 四丁目 | 臺北城內西門街、撫臺前街、北門街 | 中正區光復里                                                                                       |
| 京町     | 四丁目 | 臺北城內西門街、北門街、撫臺前街、府直街 | 中正區光復里                                                                                       |
| 本町     | 四丁目 | 臺北城內府後街、府前街、府直街、西門街、石防街、北門街 | 中正區黎明里                                                                                       |
| 表町     | 二丁目 | 臺北城內府後街、府前街 | 中正區黎明里                                                                                       |
| 明石町   | 二丁目 | 臺北城內府後街、府前街 | 中正區黎明里                                                                                       |
| 御成町   | 五丁目 | 大稻埕詔安厝街、大稻埕牛埔子街、三板橋字大竹圍 | 中山區民安里、中山里                                                                               |
| 三橋町   | 不分   | 三板橋字大竹圍 | 中山區康樂里                                                                                       |
| 大正町   | 三丁目 | 三板橋字大竹圍 | 中山區正守里、正得里、正義里                                                                       |
| 樺山町   | 不分   | 三板橋字東門外、三板橋字莿子埒、三板橋字大竹圍 | 中正區梅花里、幸福里                                                                               |
| 幸町     | 不分   | 三板橋字東門外、三板橋字莿子埒、三板橋字埤仔腳 | 中正區幸福里、幸市里                                                                               |
| 東門町   | 不分   | 三板橋字東門外、三板橋字埤仔腳、三板橋字埤頭、古亭村 | 中正區東門里、文北里、文祥里                                                                       |
| 旭町     | 不分   | 龍匣口、三板橋字東門外 | 中正區東門里                                                                                       |
| 富田町   | 不分   | 頂內埔、林口 | 大安區農場里                                                                                       |
| 水道町   | 不分   | 林口、古亭村、頂內埔 | 中正區林興里、文盛里、富水里、水源里、大安區大學里                                                   |
| 川端町   | 不分   | 古亭村、林口 | 中正區螢圃里、螢雪里、網溪里、板溪里、河堤里、福星里、頂東里                                         |
| 古亭町   | 不分   | 古亭村 | 中正區頂東里、古風里、古莊里、板溪里、大安區古莊里、古風里                                         |
| 錦町     | 不分   | 古亭村 | 大安區錦泰里、錦安里、錦華里                                                                       |
| 福住町   | 不分   | 古亭村、三板橋字埤頭 | 大安區光明里                                                                                       |
| 新榮町   | 三丁目 | 龍匣口、古亭村 | 中正區新營里                                                                                       |
| 千歲町   | 二丁目 | 龍匣口、古亭村 | 中正區南福里                                                                                       |
| 千歲町   | 三丁目 | 龍匣口、古亭村 | 中正區新營里                                                                                       |
| 兒玉町   | 四丁目 | 龍匣口、古亭村 | 中正區龍福里、南福里                                                                               |
| 佐久間町 | 三丁目 | 龍匣口、古亭村 | 中正區龍光里、龍福里、南福里                                                                       |
| 南門町   | 六丁目 | 龍匣口 | 中正區南門里、愛國里、萬華區富福里                                                                 |
| 龍口町   | 五丁目 | 龍匣口、古亭村 | 中正區龍光里、永功里、龍興里                                                                       |
| 馬場町   | 不分   | 崁頂、加蚋子字八張犁 | 中正區永昌里、永功里、忠勤里、龍興里、螢雪里、萬華區新安里、忠貞里、騰雲里、凌霄里、日祥里、富福里   |
| 東園町   | 不分   | 崁頂、加蚋子字堀子頭、加蚋子字後庄子、加蚋子字客仔厝、加蚋子字下庄子、加蚋子字八張犁 | 萬華區日善里、新安里、新忠里、新和里、全德里、壽德里、忠貞里、興德里、日祥里、騰雲里、中正區忠勤里 |
| 西園町   | 不分   | 加蚋子字港子尾、加蚋子字客仔厝、加蚋子字後庄子、加蚋子字堀子頭、加蚋子字下庄子、加蚋子字中崙 | 萬華區華中里、榮德里、保德里、銘德里、孝德里、錦德里、和德里、忠德里                               |
| 堀江町   | 不分   | 下崁字頂石路、下崁字中石路、下崁字下石路 | 萬華區和平里、雙園里、頂碩里、中正區廈安里                                                         |
| 柳町     | 不分   | 艋舺大溪口街、艋舺料館口街、下崁字下石路、加蚋子字港子尾 | 萬華區綠堤里、華江里、柳鄉里                                                                       |
| 綠町     | 五丁目 | 下崁字下石路、下崁字中石路、艋舺書院邊街 | 萬華區糖廍里、富福里、富民里、青山里、綠堤里、柳鄉里、華江里                                       |
| 龍山寺町 | 三丁目 | 艋舺龍山寺街、書院邊街、料館口街、育嬰堂邊街、大眾廟口街、大厝後街、大厝口街、下崁字中石路 | 萬華區富民里、青山里、富福里、糖廍里                                                               |
| 有明町   | 四丁目 | 艋舺歡慈市街、舊街、龍山寺街、廈新街、粟倉口街、頂新街、料館口街、後街子街、竹篙厝街、凸斛子街、大溪口街、大厝後街、大厝口街                                                                                                 | 萬華區青山里、富民里                                                                               |
| 入船町   | 四丁目 | 艋舺土地後街、大溪口街、王公宮口街、竹子寮街、直興街、廈新街、舊街、歡慈市街 | 萬華區菜園里、富民里、青山里                                                                       |
| 新富町   | 五丁目 | 艋舺祖師廟橫街、蓮花街、廈新街、頂新街、北皮寮街、大眾廟口街、下崁字頂石路、下崁字中石路 | 萬華區富福里、福音里、富民里、仁德里、青山里                                                       |
| 八甲町   | 三丁目 | 艋舺八甲街、萬安街、蓮花街、北皮寮街 | 萬華區仁德里、福音里、富福里                                                                       |
| 老松町   | 三丁目 | 艋舺八甲街、蓮花街、頂新街、北皮寮街 | 萬華區新起里、仁德里                                                                               |
| 若竹町   | 三丁目 | 艋舺八甲街、新起街 | 萬華區新起里、仁德里、福音里                                                                       |
| 新起町   | 三丁目 | 艋舺新起橫街、新起街、新起後街、祖師廟前街、西門外街、土地後街 | 萬華區西門里、新起里                                                                               |
| 元園町   | 三丁目 | 艋舺祖師廟前街、後菜園街、帆寮口街、布埔街、半路店街、王公宮口街、土地後街 | 萬華區菜園里                                                                                       |
| 濱町     | 五丁目 | 艋舺久壽街、布埔街、江瀕街、後菜園街、將軍廟街 | 萬華區萬壽里、福星里                                                                               |
| 西門町   | 三丁目 | 艋舺布埔街、西門外街、後菜園街、新起街、新起橫街 | 萬華區西門里、菜園里、新起里                                                                       |
| 築地町   | 五丁目 | 艋舺江瀕街、西門外街、後菜園街、將軍廟街 | 萬華區西門里、菜園里、萬壽里、福星里                                                               |
| 壽町     | 五丁目 | 艋舺西門外街、新起街、後菜園街、江瀕街 | 萬華區新起里、西門里、福星里、萬壽里                                                               |
| 末廣町   | 五丁目 | 艋舺西門外街、臺北城內北門街 | 萬華區福星里、萬壽里                                                                               |
| 北門町   | 不分   | 大稻埕北門口街、下奎府聚街 | 中正區光復里、黎明里                                                                               |
| 泉町     | 二丁目 | 大稻埕河溝頭街、艋舺西門外街、艋舺江瀕街 | 大同區玉泉里、建功里                                                                               |
| 港町     | 四丁目 | 大稻埕千秋街、六館街、建昌街、媽祖宮口街、李厝街、普願街 | 大同區玉泉里、永樂里                                                                               |
| 永樂町   | 五丁目 | 大稻埕稻新街、法主公街、城隍廟前街、六館街、蘆竹腳街、城隍廟前街、南街、媽祖宮口街、九間子街、長樂街、中街、中北街、李厝街、普願街、震和街、隆記後街                                                                         | 大同區玉泉里、永樂里、大有里                                                                       |
| 太平町   | 九丁目 | 大稻埕九間子街、上牛車磨街、井子頭街、太平街、日新街、北門外街、永和街、怡和巷街、枋隙後街、枋隙街、法主公街、長興街、益保裕街、國興街、朝陽街、隆記後街、獅館巷、得勝街、稻新街、蘆竹腳街、大龍峒字下牛車磨、大龍峒字大龍峒 | 大同區玉泉里、建功里、朝陽里、永樂里、大有里、延平里、南芳里、隆和里、景星里、國慶里、國順里       |
| 上奎府町 | 四丁目 | 大稻埕下奎府聚街、北門口街、北門外街、詔安厝街、興仁街 | 大同區建功里、建明里                                                                               |
| 建成町   | 四丁目 | 大稻埕興仁街、詔安厝街、頂奎府聚街、得勝街、得勝外街、建成街、建成後街、南興街、北門外街、下奎府聚街 | 大同區建功里、建泰里                                                                               |
| 日新町   | 三丁目 | 大稻埕井子頭街、日新街、怡興街、長興街、建興街、得勝外街、得勝街、朝東街、朝陽街、隆記後街、新店尾街、維新街 | 大同區朝陽里、建功里、雙連里、延平里、民權里                                                       |
| 下奎府町 | 四丁目 | 大稻埕下奎府聚街、牛埔子街、南興街、建成後街、建成街、建興街、頂奎府聚街、朝東街、詔安厝街、維新街 | 大同區星明里、建功里、建泰里、光能里、雙連里                                                       |
| 大橋町   | 四丁目 | 大稻埕下牛車磨街、上牛車磨街、大橋頭街、杜厝街、依仁里街、枋隙街、珪瑜粹街、益保裕街、國興街、普願街、大龍峒字下牛車磨 | 大同區南芳里、隆和里、景星里、國順里                                                               |
| 蓬萊町   | 不分   | 大稻埕新店尾街、朝東街、長興街、下奎府聚街、大龍峒字大龍峒、牛埔 | 大同區雙連里、民權里、隆和里、蓬萊里                                                               |
| 河合町   | 不分   | 大龍峒字下牛車磨、番子溝 | 大同區老師里、鄰江里                                                                               |
| 大龍峒町 | 不分   | 大龍峒字大龍峒、大龍峒字下牛車磨、牛埔、山子腳 | 大同區蓬萊里、至聖里、保安里、重慶里、老師里、鄰江里、國慶里、揚雅里、斯文里、隆和里               |
| 宮前町   | 不分   | 牛埔 | 中山區恒安里、集英里、晴光里、聚盛里、聚葉里                                                       |
| 圓山町   | 不分   | 山子腳、大龍峒字大龍峒 | 中山區圓山里、大同區至聖里、保安里、重慶里                                                         |
| 大宮町   | 不分   | 大直字劍潭 | 中山區劍潭                                                                                         |

## 其他町名
日治時代晚期，由於臺北都市擴張，出現新的日式町名，位於當時市區東南的昭和町、本鄉町、三笠町、神田町、御園町，以及位於當時市區以東的東町、大安町、堀川町，但是這些町名並非行政區劃的町，只是新興的宿舍街或住宅街的地名。